# Chiesa di San Bononio (Settimo Rottaro)
La chiesa di San Bononio è la parrocchiale di Settimo Rottaro, in città metropolitana di Torino e diocesi di Ivrea; fa parte della vicaria Serra.

## Storia
Legata alla fondazione dell'originaria cappella di Settimo è una leggenda che narra che San Bononio sconfisse nei pressi del paese un orrendo drago scaturito dal lago di Viverone e che i rottaresi eressero lì dov'era avvenuta l'epica battaglia una chiesetta a ricordo dell'evento.
La prima pietra della nuova parrocchiale tardobarocca fu posta nel 1787; l'edificio, disegnato da Carlo Andrea Rana, venne portato a termine nel 1790 e l'anno successivo si provvide ad edificare il campanile.
La sagrestia fu invece aggiunta tra il 1868 e il 1869; nel 1974, in ossequio alle norme postconciliari, si procedette alla realizzazione dell'ambone e dell'altare rivolto verso l'assemblea e nel 2016 la copertura venne interessata da un intervento di rifacimento.

## Descrizione

### Facciata
La facciata della chiesa, rivolta a ponente, è suddivisa da una cornice marcapiano aggettante in due registri, entrambi scanditi da lesene e abbelliti da specchiature; quello inferiore presenta al centro il portale d'ingresso, sormontato dal timpano semicircolare, e quello superiore è invece caratterizzato da una raffigurazione della Madonna col Bambino e Santi e coronato dal frontone triangolare, nel quale è inserita l'iscrizione "DOM / ANNO D. MDCCXC / QUA UNITA INCEPTUM / TRIENNIO VIRTUTE COMPLETUM".
Annesso alla parrocchiale è il campanile, spartito in più ordini da cornici; la cella presenta su ogni lato una monofora ed è coronata dalla cupola a base quadrata poggiante sul tamburo.

### Interno
L'interno dell'edificio si compone di un'unica navata, sulla quale si affacciano le cappelle laterali e le cui pareti sono scandite da paraste sorreggenti il cornicione sopra il quale si imposta la volta a botte lunettata; al termine dell'aula si sviluppa il presbiterio, rialzato di alcuni gradini e chiuso dall'abside semicircolare.
Qui sono conservate diverse opere di pregio, tra le quali l'organo, costruito dalla ditta bergamasca Serassi nel 1832, i due altari laterali di Sant'Antonio e della Beata Vergine e l'icona dell'altare maggiore, realizzata nel 1846 dall'Augero.